# Граница на Рош
Границата на Рош е радиус на кръгова орбита на едно тяло, движещо се около друго тяло, при който приливните сили, предизвикани от централното тяло, са равни на гравитационните сили на спътника. Ако спътник е на по-ниска орбита от границата на Рош, то централното тяло предизвиква приливи със сила, по-голяма от гравитацията на спътника. Тоест, приливните сили ще разкъсат спътника на части. Наблюдаваните пръстени около някои планети се намират по-близо от тази граница. Терминът е кръстен в чест на френския астроном Едуард Рош, който първи изчислява тази теоретична граница през 1848 г.

## Обосновка
Обикновено, границата на Рош се използва в контекста на спътник, който се разпада от приливните сили, индуцирани от тялото, около което орбитира. Частите от спътника, които са по-близо до главното тяло, се привличат по-силно, отколкото частите, които са по-далеч от него. Тази несъразмерност на практика дърпа близките части от далечните, а ако тя (заедно с всякакви центробежни влияния от въртенето на обекта) стане по-голяма от силата на гравитацията, която поддържа спътника едно цяло, тя може разкъса спътника. Някои спътници, били те естествени или изкуствени, могат да се движат в орбита зад границата на Рош, тъй като те се поддържат от други сили освен гравитацията. Предмети върху повърхността на такива спътници биха били повдигнати от приливните сили.
Тъй като зад границата на Рош приливните сили надделяват над гравитационните сили, които иначе биха могли да поддържат спътника едно цяло, никой спътник не може да се сформира гравитационно от по-малки частици зад тази граница. Наистина, почти всички познати планетарни пръстени се намират зад границата на Рош (изключения са пръстените E и Феба на Сатурн, които вероятно са останки от акреционен диск).
Преминаването на границата на Рош не е единствения фактор, който кара кометите да се разпадат. Разделянето от топлинно напрежение и вътрешното налягане на газовете са други фактори, които влияят на разпадането на кометата.

## Определяне
Разстоянието, до което може да се приближи спътник, без да се разпадне, зависи от твърдостта на спътника. В едната крайност, напълно твърд спътник би поддържал формата си, докато приливните сили не го разрушат. В другата крайност, силно флуиден спътник постепенно би се деформирал, което води до увеличаване на приливните сили, което от своя страна кара спътника да се удължава, по този начин допълнително увеличавайки приливните сили и довеждайки до разпадането му по-лесно.
Повечето спътници се намират някъде между тези две крайности, като силата на опън прави спътника нито напълно твърд, нито напълно флуиден. Трябва да се има предвид, че в тази дефиниция, границата на Рош се отнася до тяло, което се поддържа едно цяло единствено благодарение на гравитационните сили, които карат несвързаните частици да се слеят, като по този начин образуват въпросното тяло. Също така, границата на Рош обикновено се изчислява в случай на кръгова орбита, въпреки че е лесно да се промени изчислението така, че да се нагоди към конкретния случай, например за обект, преминаващ покрай главното тяло по параболична или хиперболична траектория.

### Изчисляване за твърдо тяло
Границата на Рош за твърдо тяло е опростено изчисление за сферичен спътник. Неправилни форми като тези от приливна деформация по тялото или главното тяло, около което орбитира, се пренебрегват. За спътника се счита, че е в хидростатично равновесие. Тези условия, макар и нереалистични, значително опростяват изчисленията.
Границата на Рош за твърд сферичен спътник е разстоянието {\displaystyle d} от главното тяло, при което гравитационната сила върху тестовата маса на повърхността на обекта е точно равна на приливната сила, която дърпа масата от обекта:
{\displaystyle d=R_{M}\left(2{\frac {\rho _{M}}{\rho _{m}}}\right)^{\frac {1}{3}}}
където {\displaystyle R_{M}} е радиусът на главното тяло, {\displaystyle \rho _{M}} е плътността му, а {\displaystyle \rho _{m}} е плътността на спътника. Това може да записано и във вида:
{\displaystyle d=R_{m}\left(2{\frac {M_{M}}{M_{m}}}\right)^{\frac {1}{3}}}
където {\displaystyle R_{m}} е радиусът на спътника, {\displaystyle M_{M}} е масата на главното тяло, а {\displaystyle M_{m}} е масата на спътника.
Това уравнение не зависи от размера на обектите, а от съотношението на плътностите им.

### Изчисляване за флуидно тяло
По-точен подход за изчисляване на границата на Рош взема предвид деформацията на спътника. Екстремен пример би бил синхронно въртящ се течен спътник, който се върти около планета, при което всякаква сила, действаща върху спътника, би го деформирала до удължен сфероид.
Изчислението е сложно и резултатът от него не може да бъде представен чрез точна алгебрична формула. Самият Рош извежда следното приблизително решение за границата на Рош:
{\displaystyle d\approx 2.44R\left({\frac {\rho _{M}}{\rho _{m}}}\right)^{1/3}}
Все пак, едно по-добро приближение взема предвид сплеснатостта на главното тяло и масата на спътника:
{\displaystyle d\approx 2.423R\left({\frac {\rho _{M}}{\rho _{m}}}\right)^{1/3}\left({\frac {(1+{\frac {m}{3M}})+{\frac {c}{3R}}(1+{\frac {m}{M}})}{1-c/R}}\right)^{1/3}}
където {\displaystyle c/R} е сплеснатостта на главното тяло. Числовият коефициент се изчислява с помощта на компютър.
Флуидното решение е подходящо за тела, които се поддържат едно цяло не особено здраво, като например комета.

## Примери
| Тяло   | Спътник       | Граница на Рош (твърд спътник) | Граница на Рош (твърд спътник) | Граница на Рош (флуиден спътник) | Граница на Рош (флуиден спътник) | Среден орбитален радиус (km) |
| Тяло   | Спътник       | Разстояние (km)                | R                              | Разстояние (km)                  | R                                | Среден орбитален радиус (km) |
| ------ | ------------- | ------------------------------ | ------------------------------ | -------------------------------- | -------------------------------- | ---------------------------- |
| Земя   | Луна          | 9492                           | 1,49                           | 18 381                           | 2,88                             | 384 399                      |
| Земя   | средна комета | 17 887                         | 2,80                           | 34 638                           | 5,43                             | -                            |
| Слънце | Земя          | 556 397                        | 0,80                           | 1 077 467                        | 1,55                             | 149 597 890                  |
| Слънце | Юпитер        | 894 677                        | 1,29                           | 1 732 549                        | 2,49                             | 778 412 010                  |
| Слънце | Луна          | 657 161                        | 0,94                           | 1 272 598                        | 1,83                             | ок. 149 597 890              |
| Слънце | средна комета | 1 238 390                      | 1,78                           | 2 398 152                        | 3,45                             | -                            |